# Henry Onyekuru
Henry Chukwuemeka Onyekuru (ur. 5 czerwca 1997 w Onitshy) – nigeryjski piłkarz, występujący na pozycji napastnika w tureckim klubie Adana Demirspor, do którego jest wypożyczony z Olympiakosu oraz w reprezentacji Nigerii. Wychowanek Aspire Academy, w swojej karierze grał także w takich zespołach jak Eupen, Everton, Anderlecht, Galatasaray oraz Monaco.